# Sandrine François
Sandrine François (Parijs, december 1980) is een Franse zangeres. Muzikaal werd ze beïnvloed door Whitney Houston, Tracy Chapman en Aretha Franklin.
Na een moeizamke start van haar muziekstudie met vele audities en zingen in bandjes werd ze ontdekt door een televisiestation haar toen ze in een café optrad. Na een optreden in de show van Mireille Dumas openden zich vele deuren en een platenmaatschappij bood haar een contract aan. Dat was tevens het begin van haar samenwerking met componist en producer Erick Benzi.
In 2002 werd ze door het Franse TV (France 3) gevraagd haar land te vertegenwoordigen op het Eurovisiesongfestival. Rick Allison, Marie-Florence Gros en Patrick Bruel schreven een lied voor haar getiteld Il faut du temps. Ze behaalde de vijfde plaats met dit liedje.
1956: Mathé Altéry + Dany Dauberson · 
1957: Paule Desjardins · 
1958: André Claveau · 
1959: Jean Philippe · 
1960: Jacqueline Boyer · 
1961: Jean-Paul Mauric · 
1962: Isabelle Aubret · 
1963: Alain Barrière · 
1964: Rachel · 
1965: Guy Mardel · 
1966: Dominique Walter · 
1967: Noëlle Cordier · 
1968: Isabelle Aubret · 
1969: Frida Boccara · 
1970: Guy Bonnet · 
1971: Serge Lama · 
1972: Betty Mars · 
1973: Martine Clémenceau · 
1975: Nicole Rieu · 
1976: Catherine Ferry · 
1977: Marie Myriam · 
1978: Joël Prévost · 
1979: Anne-Marie David · 
1980: Profil · 
1981: Jean Gabilou · 
1983: Guy Bonnet · 
1984: Annick Thoumazeau · 
1985: Roger Bens · 
1986: Cocktail Chic · 
1987: Christine Minier · 
1988: Gérard Lenorman · 
1989: Nathalie Pâque · 
1990: Joëlle Ursull · 
1991: Amina · 
1992: Kali · 
1993: Patrick Fiori · 
1994: Nina Morato · 
1995: Nathalie Santamaria · 
1996: Dan Ar Braz & Héritage des Celtes · 
1997: Fanny · 
1998: Marie Line · 
1999: Nayah · 
2000: Sofia Mestari · 
2001: Natasha Saint-Pier · 
2002: Sandrine François · 
2003: Louisa Baïleche · 
2004: Jonatan Cerrada · 
2005: Ortal · 
2006: Virginie Pouchain · 
2007: Les Fatals Picards · 
2008: Sébastien Tellier · 
2009: Patricia Kaas · 
2010: Jessy Matador · 
2011: Amaury Vassili · 
2012: Anggun · 
2013: Amandine Bourgeois · 
2014: Twin Twin · 
2015: Lisa Angell · 
2016: Amir · 
2017: Alma · 
2018: Madame Monsieur · 
2019: Bilal Hassani · 
2021: Barbara Pravi · 
2022: Alvan & Ahez · 
2023: La Zarra · 
2024: Slimane · 
2025: Louane
- Bibliothèque nationale de France: cb14056689f (data)
- Gemeinsame Normdatei: 13527561X
- International Standard Name Identifier: 0000 0000 5518 8814
- Library of Congress Control Number: nr2006014189
- MusicBrainz: bf4b7766-12bb-40e0-b8ce-5f2684ef7f03
- Virtual International Authority File: 61750063
- WorldCat: E39PBJqBq8PwGPCMc6GHVYkCcP